# Флаг кантона Цюрих
Флаг кантона Цюрих — наряду с гербом кантона является символом Цюриха в Швейцарии.

## Описание флага

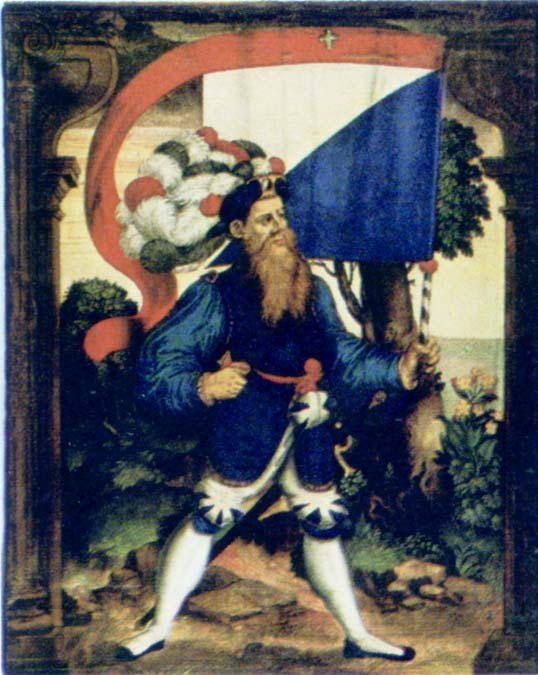
Знаменосец Цюриха. 1585 год

Флаг представляет собой квадратное полотнище (отношение ширины и длины 1:1), состоящее из равновеликих треугольников — белого и голубого.

## История
Первое упоминание о сине-белом флаге относится к 1315 году, а первое упоминание о диагонально разделённом сине-белом флаге относится к 1434 году.

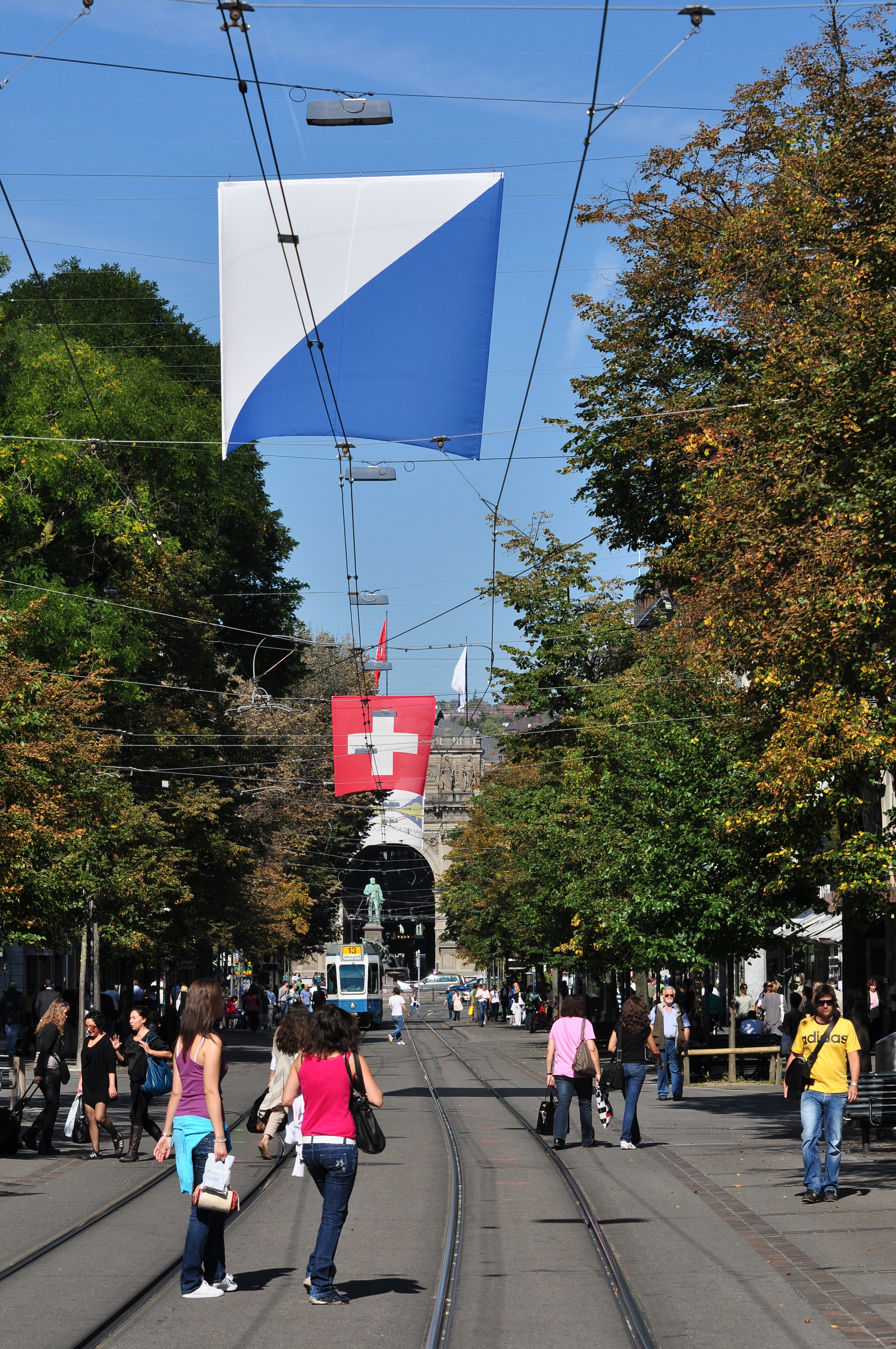
Флаг кантона рядом с флагом страны.

### Военный флаг

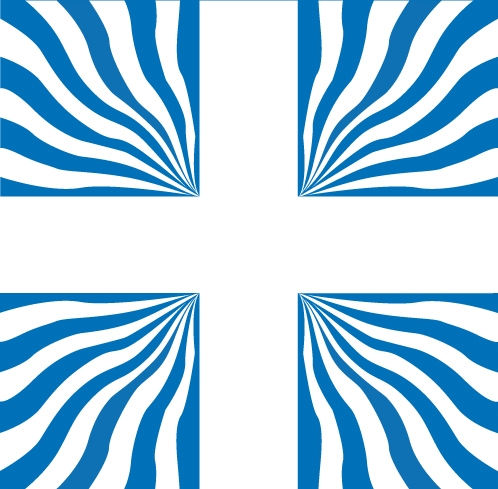
Военный флаг Цюриха до 1798 года

В XVII — XVIII веках при влиянии иностранных государств, военный флаг кантона был осовременен по образу других кантонов — с крестом и пламенем.